# Erik Ring
Erik Ring (Södertälje, 24 aprile 2002) è un calciatore svedese, attaccante del Lincoln City.

## Carriera

### Club
Inizia a giocare a calcio all'età di 6 anni nelle giovanili dell'Huddinge IF, per poi passare al vivaio del Segeltorps IF nel 2011 e a quello dell'AIK nel novembre 2017.
Nella seconda metà della stagione 2020 viene promosso in prima squadra, con cui colleziona le sue prime presenze nel campionato di Allsvenskan, scendendo in campo in 10 delle ultime 11 partite stagionali disputate dai nerogialli, di cui 7 da titolare. Nel frattempo, il 1º ottobre 2020, aveva segnato il suo primo gol ufficiale valido per il temporaneo 2-0 nell'incontro esterno di Coppa di Svezia vinto poi 2-1 sul campo del Karlslunds IF. Durante l'anno successivo, sempre in occasione del secondo turno della Coppa di Svezia, realizza una doppietta nel 5-0 esterno contro il Rågsveds IF. Totalizza 17 presenze in campionato sia nel 2021 che nel 2022, partendo titolare rispettivamente in 10 e in 8 occasioni.
In previsione della stagione 2023, a gennaio Ring viene girato in prestito annuale all'Helsingborg, squadra militante nella seconda serie nazionale a seguito della retrocessione dell'anno precedente. Al termine di una Superettan 2023 che per i rossoblù risulta nuovamente travagliata, con una retrocessione in terza serie evitata solamente all'ultima giornata, Ring fa ritorno all'AIK dopo una stagione da 5 reti in 29 presenze. In giallonero nel 2024 rimane poco più di metà stagione in cui fa registrare sei presenze in campionato, cinque delle quali partendo dalla panchina.
Il 23 agosto 2024 viene annunciata la sua cessione a titolo definitivo al Lincoln City, club inglese militante in Football League One 2024-2025.

### Nazionale
Ha giocato nella nazionale svedese Under-21.

## Statistiche

### Presenze e reti nei club
Statistiche aggiornate al 21 novembre 2021.
| Stagione        | Squadra         | Campionato      | Campionato | Campionato | Coppe nazionali | Coppe nazionali | Coppe nazionali | Coppe continentali | Coppe continentali | Coppe continentali | Altre coppe | Altre coppe | Altre coppe | Totale | Totale |
| Stagione        | Squadra         | Comp            | Pres       | Reti       | Comp            | Pres            | Reti            | Comp               | Pres               | Reti               | Comp        | Pres        | Reti        | Pres   | Reti   |
| --------------- | --------------- | --------------- | ---------- | ---------- | --------------- | --------------- | --------------- | ------------------ | ------------------ | ------------------ | ----------- | ----------- | ----------- | ------ | ------ |
| 2020            | AIK             | A               | 10         | 0          | CS              | 2               | 1               |                    | -                  | -                  |             | -           | -           | 12     | 1      |
| 2021            | AIK             | A               | 15         | 0          | CS              | 1               | 2               |                    | -                  | -                  |             | -           | -           | 16     | 2      |
| Totale carriera | Totale carriera | Totale carriera | 25         | 0          |                 | 3               | 3               |                    | -                  | -                  |             | -           | -           | 28     | 3      |